# ProSieben
ProSieben ((njem.):Sieben = sedam) komercijalna je njemačka televizijska postaja koja program odašilje uglavnom putem kabelske i satelitske televizije uz DVB-T (Digital Video Broadcasting - Terrestrial) u veće naseljenim gradovima. Postaja je počela s radom 1. siječnja 1989. Od 2003. godine, kao dio ProSiebenSat.1 Media u vlasništvu je grupe investitora na čelu s Haimom Sabanom. ProSieben je druga najveća njemačka televizijska tvrtka.

## Programi
| Današnji program Serije 2 Broke Girls Community Don't Trust the B---- in Apartment 23 Eureka ( EUReKA – Die geheime Stadt ) Falling Skies Family Guy Fringe ( Fringe – Grenzfälle des FBI ) Futurama Grey's Anatomy ( Grey's Anatomy – Die jungen Ärzte ) Homeland Kako sam upoznao vašu majku Malcolm in the Middle ( Malcolm mittendrin ) Primeval: New World Private Practice Reaper Scrubs ( Scrubs – Die Anfänger ) Spartacus: Vengeance Suburgatory Supernatural The Big Bang Theory The Simpsons ( Die Simpsons ) The Vampire Diaries Touch Dva i pol muškarca (prva sezona je na početku bila Mein cooler Onkel Charlie ) Njemačke emisije Bully & Rick CineTipp comedystreet Crazy Competition Galileo Galileo Mystery Germany's Next Topmodel Kalkofes Mattscheibe Newstime Night-Loft Noch Besserwissen Popstars ProSieben Night-Loft Quatsch Comedy Club red! Stars, Lifestyle & More Schlag den Raab Schlag den Star Stromberg superspots – Die besten Clips im Umlauf Switch Switch reloaded taff talk talk talk TV Total 17 meter Joko gegen Klaas- das duel um die welt RED Joko und Klaas- die Rechnung geht auf uns Ahnungslos - das Komedyquiz mit joko und klaas Unter fremden decken |  | Nekadašnji program Serije koje više nisu na programu 24 90210 Alias ( Alias – Die Agentin ) Aliens in America Angel Body of Proof Buffy the Vampire Slayer ( Buffy – Im Bann der Dämonen ) Brothers & Sisters Charmed ( Charmed – Zauberhafte Hexen ) Chuck Cold Case ( Cold Case – Kein Opfer ist je vergessen ) Cougar Town Desperate Housewives Doctor Who Early Edition ( Allein gegen die Zukunft ) ER ( Emergency Room – Die Notaufnahme ) Everybody Hates Chris ( Alle hassen Chris ) Everybody Loves Raymond ( Alle lieben Raymond ) FlashForward Ghost Whisperer ( Ghost Whisperer - Stimmen aus dem Jenseits ) Gossip Girl Greek Grounded for Life ( Keine Gnade für Dad ) Harper's Island Hawthorne Human Target Joey Kyle XY Legend of the Seeker ( Legend of the Seeker - Das Schwert der Wahrheit ) Lipstick Jungle Lost Medical Investigation My Wife and Kids ( What's Up, Dad? ) Nip/Tuck One Tree Hill Primeval ( Primeval – Rückkehr der Urzeitmonster ) Pushing Daisies Queer as Folk Sabrina, the Teenage Witch ( Sabrina – total verhext! ) Seinfeld Sex and the City Sliders ( Sliders – Das Tor in eine fremde Dimension ) Space: Above and Beyond ( Space 2063 ) Star Wars: The Clone Wars Spartacus: Gods of the Arena Surface Terminator: The Sarah Connor Chronicles Terra Nova The 4400 The Good Wife The L Word ( The L Word – Wenn Frauen Frauen lieben ) The O.C. ( O.C., California ) The X-Files ( Akte X – Die unheimlichen Fälle des FBI ) V ( V – Die Besucher ) Weeds ( Weeds – Kleine Deals unter Nachbarn ) Njemačke emisije koje više nisu na programu 18 – Allein unter Mädchen Alles außer Sex Arabella Avenzio – Schöner leben! Axel! will's wissen! Bravo TV Bullyparade Das Geständnis – Heute sage ich alles Der kleine Mann Die ProSieben Märchenstunde Focus TV Lebe deinen Traum! ProSieben Funny Movie ProSieben Reportage ProSieben Spätnachrichten Prosieben Spezial – Wissen Weltweit SAM The Next Uri Geller U20 – Deutschland, deine Teenies |